# سیارک ۱۴۷۷
سیارک ۱۴۷۷ (به انگلیسی: 1477 Bonsdorffia، نامگذاری:1938CC) هزار و چهارصد و هفتاد و هفتمین سیارک کشف شده‌است که در ۶ فوریه ۱۹۳۸ کشف شد.
قدر مطلق سیارک برابر ۱۱٫۵۹ است.